# Ladislav Stehlík

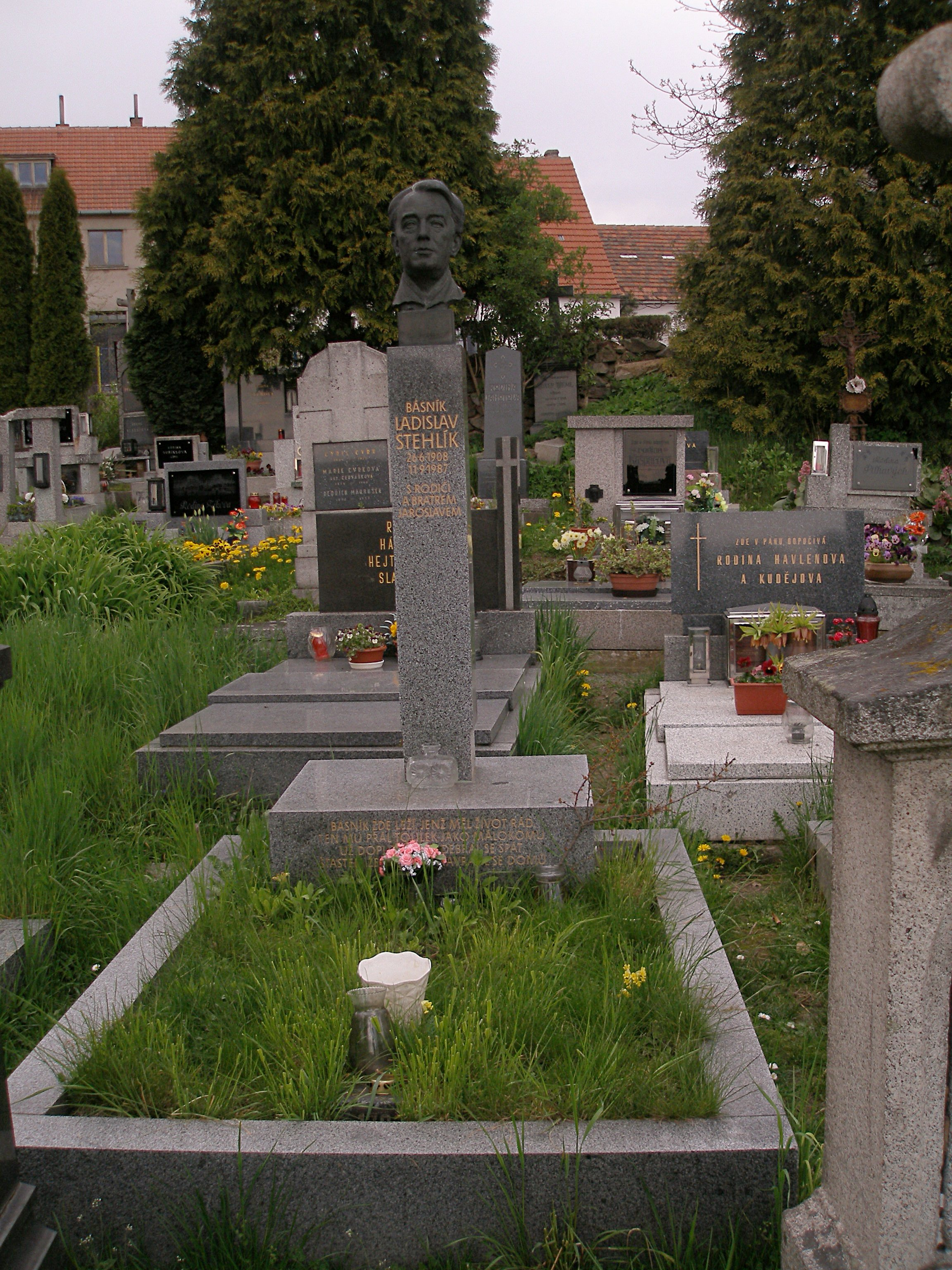
Hrob básníka Ladislava Stehlíka na hřbitově v Bělčicích s bustou od Břetislava Bendy

Ladislav Stehlík (26. června 1908 Bělčice – 11. září 1987 Praha) byl český básník, spisovatel a malíř.

## Život
Narodil se v Bělčicích, v rodině krejčího. Bělčickou školu navštěvoval v letech 1924–1928. Vystudoval učitelský ústav v Příbrami, kde maturoval v roce 1928. Vyučoval na řadě škol v rodném kraji, zejména na malotřídních. V letech 1930–1945 byl učitelem na obecné škole v Myslívě na Klatovsku. Často zajížděl do Prahy a Plzně, kde se seznamoval s umělci a výtvarníky (mj. se seznámil s F. X. Šaldou, který na něj měl vliv jako na básníka). V roce 1945 se do Prahy odstěhoval. Do roku 1966 učil na smíchovských školách. Po odchodu do důchodu se věnoval literární činnosti.
Zemřel v Praze, pochován je podle svého přání v rodných Bělčicích.

### Rodinný život
Ladislav Stehlík měl tři bratry, Jana, který žil v Plzni, dožil se 82 let, Karla, který byl četnickým strážmistrem a v 50. letech byl politickým vězněm. Třetí bratr Jaroslav Stehlík pracoval v plzeňském Národopisném muzeu, nedožil se vysokého věku, zemřel v 27 letech.
V Myslívi se seznámil s učitelkou Aloisií Lukešovou, se kterou se po tříleté známosti oženil.
Dcera Ladislava Stehlíka, PhDr. Blanka Stehlíková, Csc. (* 26. srpna 1933, Březové Hory) je historička umění a publicistka. Blanka Stehlíková se též podílela na vydání některých knih svého otce.
O rukopisu Ladislava Stehlíka žertovaly v roce 1942 Lidové noviny. Podle nich napsala jeho maminka v dopise: „…Kdyby se u vás něco stalo – nedej Pán Bůh – tak nám to, Láďo sám nepiš. Ať to napíše Vaše malá Blanka!“ (Blance Stehlíkové bylo v roce 1942 devět let.)

## Dílo
Napsal řadu básnických sbírek a za jeho největší dílo lze považovat trilogii Země zamyšlená. Dílo je lyrickým průvodcem po jihozápadních Čechách, psané s hloubkou a znalostí dosud nevídanou. Autor při svých cestách po kraji sesbíral pověsti, historická fakta, marginálie, zaznamenal osudy místních lidí či zastavení významných návštěvníků – malířů, sochařů, spisovatelů, herců, hudebních skladatelů a dalších. To doplnil mistrným popisem přírody. Práce byla metodologicky inspirována Pausaniovou Cestou po Řecku. Kniha je vyzdobena ilustracemi autora. Dosud vyšla ve čtyřech vydáních.
Ladislav Stehlík byl také malíř. Častým tématem jeho obrazů byla opět jihočeská krajina, ilustroval některé své knihy.

### Knižní vydání (výběr, jen první vydání)
- Barevné dálky (Verše, s.n., 1930)
- Jaro v naší krajině (V Přerově, nákl. vyd., 1936)
- Kvetoucí trnka (Praha, Fr. Borový, 1936)
- Třeboň (ze sbírky básní „Zpěv k zemi“, s kresbou akad. malíře Františka Prchlíka, V Počátkách, František Navrátil, 1936)
- Zpěv k zemi (Praha, Fr. Borový, 1936)
- Památce T.G. Masaryka (V Klatovech, Ot. Čermák, 1937)
- Kořeny (obálka Josefa Čapka, Praha : Fr. Borový, 1938)
- Špálovým obrazům (V Litomyšli, J. Portman,1938)
- České jaro (Praha, Fr. Borový, 1940)
- Symfonie v bílé (V Litomyšli, Josef Portman, 1940)
- Obděnická pouť (Dřevoryty Karla Štiky, Praha, s.n., mezi 1942 a 1962)
- Madoně (obálku navrhl a sedmi kresbami madon vyzdobil Alois Moravec, V Praze, Fr. Borový, 1944)
- Klatovy (Výzdoba textu dřevoryty akad. malíře V. Fialy, Klatovy, Městské muzeum Dr. K. Hostaše,1945)
- Země zamyšlená (S kresbami a obálkou Aloise Moravce, Stehlík, Ladislav, V Praze, Fr. Borový, 1947)
- Pelyněk (V Praze, Fr. Borový, 1949)
- Marina Alšová (S kresbami Mikoláše Alše, Praha, Československý spisovatel, 1952)
- Sní mezi vrchy krajina (Básníkovy kresby na náměty z Myslíva, Praha, J. Picka, 1952)
- Alšova vlast (verše k obrazovému cyklu Mikoláše Alše, Praha, SNDK, 1953)
- Od jara do zimy (Říkadla k obrázkům Mikoláše Alše, Praha, SNDK, 1953)
- Na rybníce (Pro předškolní věk, il. Mirko Hanák, Praha, SNDK, 1954)
- Naše řeka (Pro předškolní věk, namaloval Alois Moravec, Praha, SNDK, 1955)
- Vzpomínka na Jana Štursu (Praha, s.n., 1955)
- Malý přírodopis (Pro předškolní věk, verše k barev. obrázkům Aleny Ladové, Praha SNDK, 1956)
- Voněly vodou večery (V Praze, Spolek českých bibliofilů a Československý spisovatel, 1956
- Vzpomínka na Valašsko Pův. litografie Václav Sivko, Praha, Sdružení č. umělců grafiků Hollar, 1956)
- Země zamyšlená. 1. a 2. díl / (Naps. a il. Ladislav Stehlík, Praha, Československý spisovatel, 1957
- Pod oblohou Šípkového keře Petra Křičky (Naps. a kresbami doprovodil Ladislav Stehlík, Havlíčkův Brod, Krajské nakladatelství, 195)
- Před Pompejánskou kolonádou (Gottwaldov, Krajské nakladatelství, 1958)
- Dětské hry, Jaro – léto – podzim – zima (Barev. kresby Josefa Lady s doprovodem veršů Ladislava Stehlíka, Praha, SNDK, 1960)
- Višňovou kůrou jaro voní (Praha, Československý spisovatel, 1961)
- Čítanka pro 3. ročník základní devítileté školy (vypracovali Oldřich Musil, Anna Šmerhovská, Ladislav Stehlík, [barev.] il. Václav Karel, Praha, SPN, 1962)
- Alšova zvířátka s verši Ladislava Stehlíka (Pro nejmenší, Praha, SNDK, 1963)
- Dávno již dozněly cepy (Praha, Československý spisovatel, 1963)
- Šumava (fot. Josef a Marie Erhartovi, úv. slovo a texty k obr. Ladislav Stehlík, Praha, STN, 1965)
- Český Krumlov (fotografie] Josef Erhart, slovem doprovází Ladislav Stehlík, Praha, Sportovní a turistické nakladatelství, 1966
- Šumava (fot. Josef a Marie Erhartovi, úv. slovo a texty k obr. Ladislav Stehlík, Praha, Olympia, 1968)
- Dub královny Johanky, Praha, Melantrich, 1969)
- Strakonická madona (Kresby A. Moravce, Strakonice, Muzeum stř. Pootaví, 1969)
- Země zamyšlená. 3. díl, Šumava (Il. autor, Praha,  Československý spisovatel, 1970)
- Slunce v olivách (S ilustracemi autorovými, Praha, Československý spisovatel, 1972)
- Krajina mýtu (Kresby Alois Moravec, České Budějovice, Krajská knihovna, 1973)
- Vratečín (Praha, Československý spisovatel, 1973)
- Otvírá se starý slabikář (Kresby Mikoláše Alše, Hluboká nad Vltavou, Alšova jihočeská galerie, 1976)
- Zvířata a zvířátka (Josef Lada, Ladislav Stehlík, vybral a k vyd. připravil Jan Vrána, Praha, Albatros, 1977)
- Ladovy veselé učebnice. Savci (z díla Josefa Lady vybral a k vydání připravil Jan Vrána, text Ladislav Stehlík, Praha, Albatros, 1977)
- Jíní na trnkách ( verše vybral a uspořádal, úvodní esej napsal, dokumentární pásmo a bibliografii sestavil a ediční poznámkou doplnil František Buriánek). Praha, Československý spisovatel 1978. 132 stran s mikrodeskou
- Dvě krajanské tváře (vydáno k 50. výročí úmrtí Františka Heritese a Josefa Holečka, kresby Václav Štětka, Ve Vodňanech, Městské muzeum a galerie, 1979)
- Ladovy veselé učebnice. Ptáci (z díla Josefa Lady vybral a k vyd. připravil Jan Vrána, textem doprovází Ladislav Stehlík, Praha, Albatros, 1979)
- Ticho v oranicích (Praha, Československý spisovatel, 1979)
- Alšova vlast (verše k obrazovému cyklu Mikoláše Alše, Praha, Albatros, 1980)
- Ladovy veselé učebnice. Brouci a hmyz (Josef Lada, text, Ladislav Stehlík, Praha, Albatros, 1982)
- Světla v oknech (il. L. Stehlík, Praha, Československý spisovatel, 1982)
- Ladislav Stehlík: kresby (katalog výstavy při příležitosti 75. narozenin, Blatná, červen 1983, Text Blanka Stehlíková, Blatná, Měst. muzeum, 1983)
- Voněly vodou večery (doslov Emil Lukeš, il. autor, Praha, Československý spisovatel, 1983)
- Můj Myslív (k vydání připravila Blanka Stehlíková, Praha, Litomyšl, Paseka, 1998)
- Rybolov (osm básní na téma rybníků a rybolovu vybrala Blanka Stehlíková, která také připsala vzpomínku na svého otce, František Peterka doprovodil text třemi serigrafiemi, které vytiskl Antonín Komárek ; grafickou úpravu navrhl Jan Viener, text písmem Caslon vysadila Zdena Vienerová; knihařsky zpracoval Ateliér Krupka v Úvalech u Prahy, Praha, Bonaventura, 2005

## Památka
- V rodných Bělčicích je Památník Ladislava Stehlíka, otevřený v jeho rodném domku v roce 1988[4]
- Ladislav Stehlík obdržel titul Zasloužilý umělec
- Jeho bustu na hrobě vytvořil sochař Břetislav Benda